# Discovery Island (Florida)
Discovery Island es una isla situada en Bay Lake, Florida. Fue una atracción perteneciente a Walt Disney World. Se inauguró el 8 de abril de 1974, junto con el parque acuático "River Country" (situado a unos escasos metros de la isla) con el principal nombre de "La isla del Tesoro" y posteriormente cambiado a "Discovery Island". Pero la temática del parque no coincidía con el nombre y objetivo de la isla, pues era una reserva natural, es decir, un zoológico. Se mantuvo en funcionamiento durante más de veinte años hasta su cierre en 8 de abril de 1999, debido a las pocas visitas que tuvo el parque.  
Actualmente la isla está abandonada y su acceso está restringido al público. Son muy pocas las personas que han podido entrar en ella.

## Lugar de rodaje
La isla se utilizó ocasionalmente como lugar de rodaje de películas, sobre todo para el clímax del Treasure of Matecumbe.